# Limnias myriophylli
Limnias myriophylli är en hjuldjursart som först beskrevs av Tatem 1868.  Limnias myriophylli ingår i släktet Limnias och familjen Flosculariidae. Inga underarter finns listade i Catalogue of Life.